# Ville-sur-Illon
Ville-sur-Illon es una comuna francesa situada en el departamento de Vosgos, en la región de Gran Este.

## Demografía
| 568 | 593 | 505 | 479 | 466 | 460 | 550 |
| Para los censos de 1962 a 1999 la población legal corresponde a la población sin duplicidades (Fuente: INSEE [Consultar]) |     |     |     |     |     |     |